# Áron Szilágyi
Áron Szilágyi (* 14. ledna 1990, Budapešť, Maďarsko) je maďarský sportovní šermíř, který se specializuje na šerm šavlí.
Maďarsko reprezentuje od roku 2007. Na olympijských hrách startoval v roce 2008 v soutěži jednotlivců a družstev a v roce 2012, 2016 v soutěži jednotlivců. V soutěži jednotlivců získal na olympijských hrách 2012, 2016 a 2020 zlatou olympijskou medaili. V roce 2013 obsadil třetí místo na mistrovství světa v soutěži jednotlivců a v roce 2015 získal v soutěži jednotlivců titul mistra Evropy. S maďarským družstvem šavlistů vybojoval v roce 2007 titul mistra světa a v roce 2018 se stal mistrem Evropy, v letech 2013 a 2019 skončil s družstvem na druhém místě a v letech 2011 a 2013 byl třetí. V roce 2016 se stal maďarským sportovcem roku a pětkrát byl zvolen maďarským šermířem roku (2011, 2012, 2016, 2018 a 2020). V roce 2012 se stal čestným občanem Budapešti. Studuje na Reformované univerzitě Károli Gaspára a je členem klubu Vasas SC.